# Квемо-Хвити
Квемо-Хвити (груз. ქვემო ხვითი) — село в Грузии, на территории Горийского муниципалитета края (мхаре) Шида-Картли.

## География
Село находится в центральной части Грузии, к западу от реки Большая Лиахви, на расстоянии приблизительно 20 километров (по прямой) к северо-западу от города Гори, административного центра муниципалитета. Абсолютная высота — 807 метров над уровнем моря.

## Население
По результатам официальной переписи населения 2014 года в Квемо-Хвити проживало 927 человек (452 мужчины и 475 женщин). В национальной структуре населения грузины составляли 99,5 %, азербайджанцы — 0,3 %.
| Год  | Население, человек |
| ---- | ------------------ |
| 2002 | 1070               |
| 2014 | ↘ 927              |